# Margarida de Bearn
Margarida de Bearn o Margarida de Montcada (vers 1245-1250 - † vers 1319) fou vescomtessa de Bearn, Auloron i Marsan de 1290 a 1310, filla de Gastó VII, vescomte de Bearn, i de Mata de Matha, vescomtessa de Marsan. Va pretendre el comtat de Bigorra del 1311 al 1319, sense èxit.

## Biografia
Molt aviat fou destinada a casar-se amb el comte Roger Bernat III de Foix (1240-1303), pel contracte de matrimoni signat a Lairac el 3 d'octubre de 1252, quan no tenia més que set anys. El matrimoni es va formalitzar quinze anys més tard, el 1267. D'aquest matrimoni en van néixer:
- Margarida († en 1304), promesa el 1291 a Bernat Jordà IV, baró d'Illa Jordà;
- Mata, casada cap a 1294 amb Bernat IV, comte d'Astarac
- Constança, casada el 1296 amb Joan I de Lévis, senyor de Mirapeis;
- Brunisenda, casada el 1298 amb Heli VII de Talleyrand, comte de Périgord;
- Gastó I (1287-1315), comte de Foix i vescomte de Bearn (sota el nom de Gastó VIII).

Es fa menció alguna vegada d'una primera esposa de Roger Bernat dita «la senyora de Salenque», que hauria estat repudiada per esterilitat. A més a més del silenci de les fonts contemporànies, la joventut de Roger Bernat en el moment de la firma del contracte a Lairac fa aquesta possibilitat poc versemblant. Però quan es veu la diferència de vint anys entre el matrimoni i el naixement de Gastó I, i malgrat la presència de tres germanes grans, no és absurd de pensar que Roger Bernat tingui pensar a repudiar Margarida per casar-se de nou i tenir un hereu. L'episodi de la senyora de Salenque en podria ser un eco deformat.
Un any després del naixement de Gastó, Gastó VII, pare de Margarida, va morir el 26 d'abril de 1290 deixant els seus béns de Bearn i Auloron a la seva filla gran Constança de Montcada. Aquesta no tenia fills i ja havia testat a favor de la seva germana Margarida que va rebre el vescomtat de Marsan. Margarida i el seu marit Roger Bernat es titularen vescomtes de Béarn i s'apoderaren de fet del vescomtat, a costa de Constança. Bernat VI d'Armanyac, comte d'Armanyac, fill de Mata de Moncada, la tercera germana de Constança i de Margarida (una quarta germana, Guillema, va rebre les baronies de Catalunya), va discutir aquesta successió i la guerra va esclatar entre els comtats de Foix i d'Armanyac. El rei Felip IV de França, es va erigir com a àrbitre, i atorga el Bearn a Roger Bernat i a Margarida i el Brulhès i Gabardà (Gabarret) a Mata; el rei necessitava el suport del comte de Foix en la guerra que portava contra el rei d'Anglaterra, posseïdor de la Guiena i Gascunya.
Roger Bernat va morir el 1303 i Margarida va exercir la regència en nom del seu fill Gastó I de Foix i VIII de Bearn. És possible que més tard hagués exercit la regència en nom del seu net Gastó II de Foix, després que Joana d'Artois, la mare d'aquest últim, va ser desposseïda de la regència el 1317. Margarida va morir uns dos anys després.